# Reformisten van Vojvodina
De Reformisten van Vojvodina (Servisch: Реформисти Војводине, Reformisti Vojvodine) is een politieke partij in de Autonome Provincie Vojvodina in Servië. 
De RV werd op 13 oktober 1990 opgericht onder de naam Unie van Hervormingsgezinde Krachten van Joegoslavië in Vojvodina en maakte deel uit van de Unie van Hervormingsgezinde Krachten van Joegoslavië (SRSJ) van de Joegoslavische minister-president Ante Marković In 1992 werd de partijnaam gewijzigd in Reformistisch-Democratische Partij van Vojvodina; de huidige partijnaam dateert van 2000.
Tijdens de jaren negentig voerde de RV oppositie tegen het bewind van de Servische president Slobodan Milošević die een centralistisch beleid voerde en de autonomie van Vojvodina sterk had ingeperkt. In 2000 maakte RV deel uit van de Democratische Oppositie van Servië (DOS) die er in slaagde Milošević van zijn macht te beroven. 
Bij de regionale verkiezingen van 2004 won RV twee zetels in de Volksvergadering van Vojvodina.
De Reformisten van Vojvodina is een sociaaldemocratische partij in de West-Europese traditie en streeft naar uitbreiding van de autonomie van Vojvodina. De partij wil alleen defensie, financiën en buitenlandse politiek overlaten aan de federale regering in Belgrado.